# Bill Hayward
William Louis „Colonel Bill” Hayward (Detroit, Michigan, 1868. július 2. – Eugene, Oregon, 1947. december 14.) amerikai atlétika- és kosárlabdaedző.

## Fiatalkora
Detroitban született; szülei kanadaiak voltak, így Torontóban nőtt fel. A Jim Thorpe-hoz hasonlított Hayward kiváló jégkorongozó, evezős, birkózó és ökölvívó volt. Az Ottawa Capitals egyik világbajnoki csapatában lacrosse-ozott.
Kanada egyik leggyorsabb sprintfutójaként tartották számon, 70 és 550 méter közötti távokat futott. Heyward néven született, de később nevet változtatott.

## Pályafutása

### Kezdetek
18985-ban először a Princeton Tigers, majd a California Golden Bears helyettes atlétikaedzője lett, 1901-ben pedig a Pacific University csapatait készítette fel az állami bajnokságra. Sportolói között volt Alfred Carlton Gilbert későbbi aranyérmes olimpikon.
1903-ban az Albany Főiskola edzője volt, akik legyőzték az Oregon Webfootst; a következő évben utóbbiak első állandó atlétikaedzője lett.

### Oregon Webfoots
Az Oregon Webfoots atlétikacsapatánál mogorva stílusa miatt „Bill ezredesnek” becézték. Neves sportolói között voltak:
- Daniel Kelly sprintfutó (100 és 220 yard)
- Martin Hawkins akadályfutó
- Ralph Spearow rúdugró
- Ralph Hill hosszútávfutó
- Ed Moeller diszkoszvető
- Bob Parke kalapácsvető[7]
- Mack Robinson sprintfutó (220 yard)
- George Varoff rúdugró
- Les Steers magasugró
- Bill Bowerman későbbi edző, a Nike társalapítója

Az Oregon Webfoots atlétikacsapatának egészségügyi felelőse volt, ő vezette be a térdszorítókat a sportolók számára. 1903 és 1913 között, valamint 1917–1918-ban a férfikosárlabda-csapat vezetőedzője volt.
1912 és 1936 között hat olimpiai csapatot készített fel.

## Hayward Sportpálya
1921 előtt az atlétika- és az amerikaifutball-csapat edzései a Kincaid pályán zajlottak. 1912-ben tervek készültek egy új futballpályára, amely 1919-ben nyílt meg; Hayward elfoglaltságai miatt csak egy nappal később értesült arról, hogy róla nevezték el. Két év elteltével a Haywardon futókört alakítottak ki, majd az Autzen Stadion 1967-es megnyitásával az amerikaifutball-csapat kiköltözött.

## Halála és emlékezete
1947 őszén, 79 évesen vonult nyugdíjba, majd néhány hónap múlva egy eugene-i kórházban szívbetegségben elhunyt. Sírhelye a Rest-Haven temetőben van.
Az 1947–48-as szezonban ideiglenesen John A. Warren lett az edző, akit Bill Bowerman váltott.
1980 óta az Oregon Sports Hall of Fame, 1992 óta az Oregon Athletic Hall of Fame, 2005 óta pedig a U.S. Track & Field and Cross Country Coaches Association Hall of Fame tagja. Oregon állam legjobb amatőr sportolójának minden évben odaítélik a Bill Hayward Év amatőr sportolója díjat.

## Fordítás
- Ez a szócikk részben vagy egészben  a   Bill Hayward című angol Wikipédia-szócikk ezen változatának fordításán alapul.  Az eredeti cikk szerkesztőit annak laptörténete sorolja fel. Ez a jelzés csupán a megfogalmazás eredetét és a szerzői jogokat jelzi, nem szolgál a cikkben szereplő információk forrásmegjelöléseként.